# Estadio Steno Borghese
El Estadio Steno Borghese (en italiano: Stadio Steno Borghese) Es un estadio de béisbol localizado en Nettuno e inaugurado en 1991, con capacidad para unos 8.000 espectadores.
Actualmente es considerado el estadio más grande de Italia por número de espectadores, tras la ampliación de las gradas con motivo de la Copa Mundial de 1998. En su historia ha acogido a muchos eventos internacionales, incluyendo la Copa del Mundo y muchos de los campeonatos europeos.
En 2008, él recibió cuatro partidos de la Serie de Béisbol Italiana y fue uno de los estadios italianos que albergó la final del Mundial de Béisbol, celebrada en septiembre de 2009, así como la sede de la final del mundo, donde frente a 8.000 personas Estados Unidos derrotó al equipo de Cuba.